# Gironella
Gironella é um município da Espanha na comarca de Berguedà, província de Barcelona, comunidade autónoma da Catalunha. Tem 6,78 km² de área e em 2021 tinha 4 916 habitantes (densidade: 725,1 hab./km²).
O município tem quatro colônias industriais: Cal Metre, Cal Bassacs, Viladomiu Vell e Viladomiu Nou. A colônia L'Ametlla de Caserres, embora esteja localizada perto do núcleo de Gironella, pertence ao município de Casserres.

## Demografia
| Variação demográfica do município entre 1991 e 2004[carece de fontes?] | Variação demográfica do município entre 1991 e 2004[carece de fontes?] | Variação demográfica do município entre 1991 e 2004[carece de fontes?] | Variação demográfica do município entre 1991 e 2004[carece de fontes?] |
| ---------------------------------------------------------------------- | ---------------------------------------------------------------------- | ---------------------------------------------------------------------- | ---------------------------------------------------------------------- |
| 1991                                                                   | 1996                                                                   | 2001                                                                   | 2004                                                                   |
| 5009                                                                   | 5037                                                                   | 4858                                                                   | 4884                                                                   |